# 昂特尔德吉耶
昂特尔德吉耶（法語：Entre-deux-Guiers，法語發音：[ɑ̃tʁ dø ɡje]）是法国伊泽尔省的一个市镇，属于格勒诺布尔区。

## 地名
该地名“Entre-deux-Guiers”意为“在两条吉耶河之间”，该地位于吉耶莫尔河（Guiers Mort，意为“死的吉耶河”）与吉耶维夫河（Guiers Vif，意为“活的吉耶河”）的汇流处。

## 地理
昂特尔德吉耶（45°25'56"N, 5°45'0"E）面积10.55 平方千米，位于法国奥弗涅-罗讷-阿尔卑斯大区伊泽尔省，该省份为法国东南部内陆省份，北起顺时针与安省、萨瓦省、上阿尔卑斯省、德龙省、阿尔代什省、卢瓦尔省和罗讷省。
与昂特尔德吉耶接壤的市镇（或旧市镇、城区）包括：圣洛朗迪蓬、莱塞谢勒、米里贝勒莱塞谢勒、吉耶河畔圣克里斯托夫。
昂特尔德吉耶的时区为UTC+01:00、UTC+02:00（夏令时）。

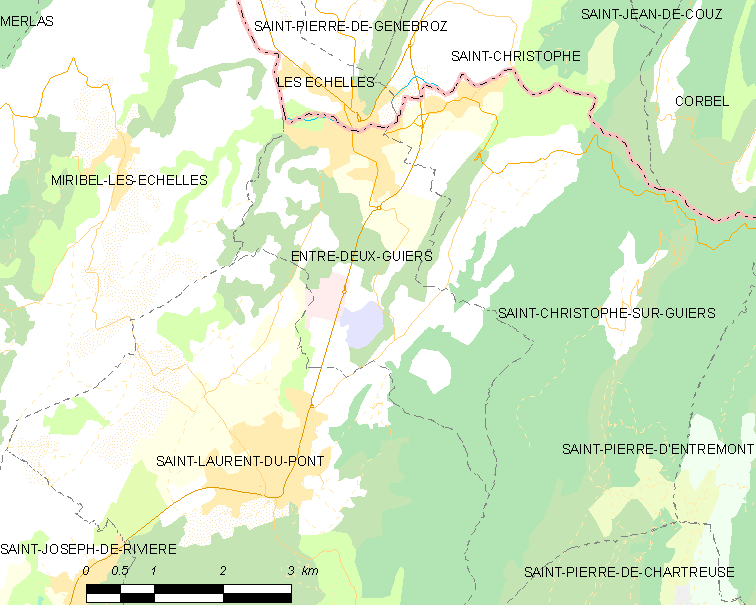
昂特尔德吉耶的OSM定位图

## 行政
昂特尔德吉耶的邮政编码为38380，INSEE市镇编码为38155。

## 政治
昂特尔德吉耶所属的省级选区为沙特勒斯-吉耶县。

## 人口

1962-2008年间昂特尔德吉耶人口变化图示

昂特尔德吉耶于2022年1月1日时的人口数量为1897人。